# Реслманія 2000
«Реслманія» (англ. «WrestleMania», в хронології відома як «Реслманія 2000») — шістнадцята Реслманія в історії. Шоу проходило 2 квітня 2000 року у Анахайм в Арроухед Понд. Це єдина Реслманія в назві якої присутній рік проведення Реслманії.
Шоу коментували Джим Росс і Джеррі «Король» Лоулер.